# 六角柱

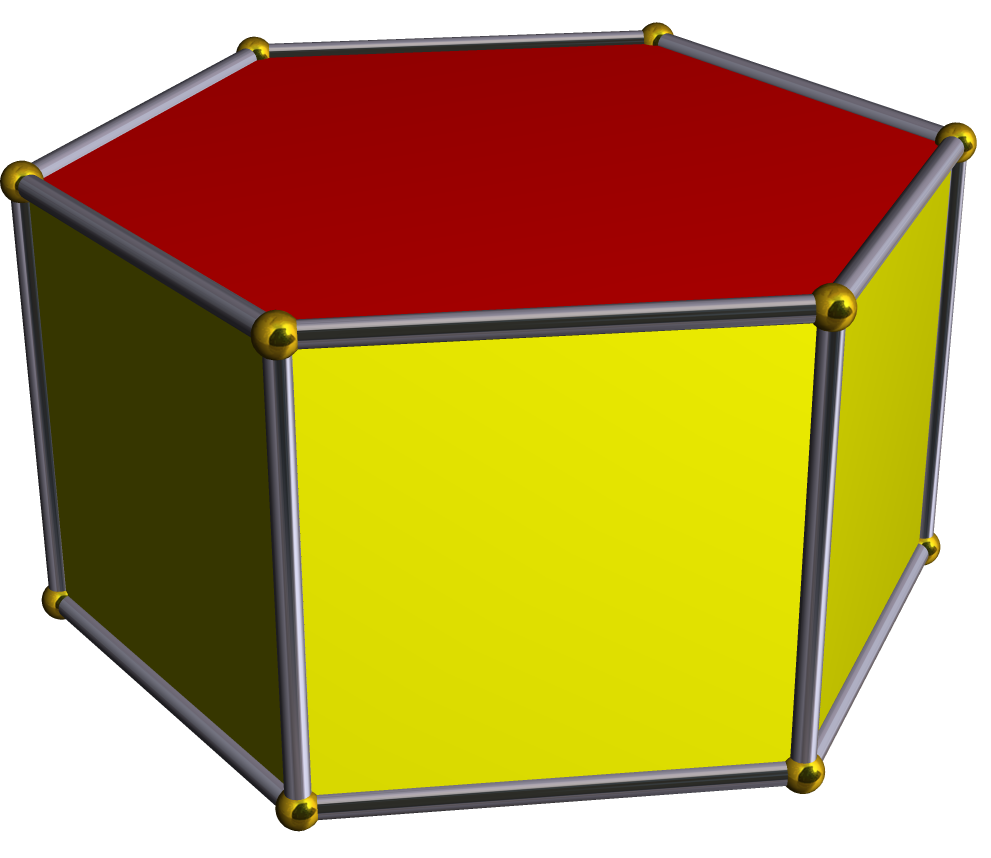
アルキメデスの正六角柱

六角柱 （ろっかくちゅう、英: hexagonal prism）とは、六角形を底面とする角柱である。底面が正六角形の場合は特に正六角柱と呼ばれる。双対多面体は双六角錐である。

## 正六角柱
単独での空間充填が可能であるため平行多面体である。
体積Vは、柱体の体積が底面積×高さである事により、底面の一辺の長さをa、高さをhとすると{\displaystyle V={\frac {3{\sqrt {3}}}{2}}a^{2}h}で求まる。

## 近縁な立体

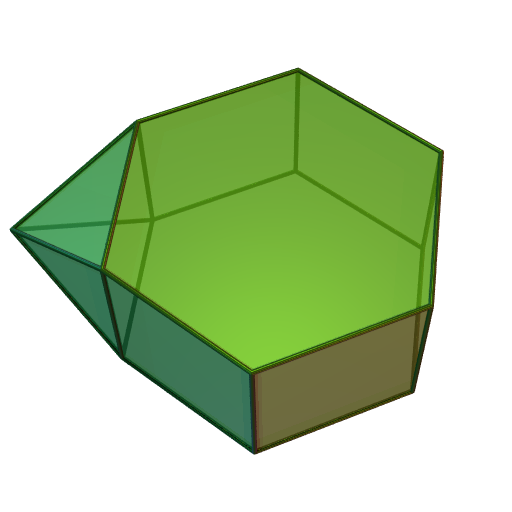
側錐六角柱
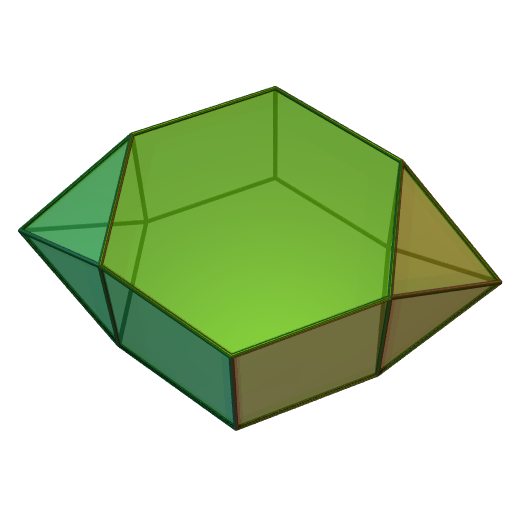
双側錐六角柱
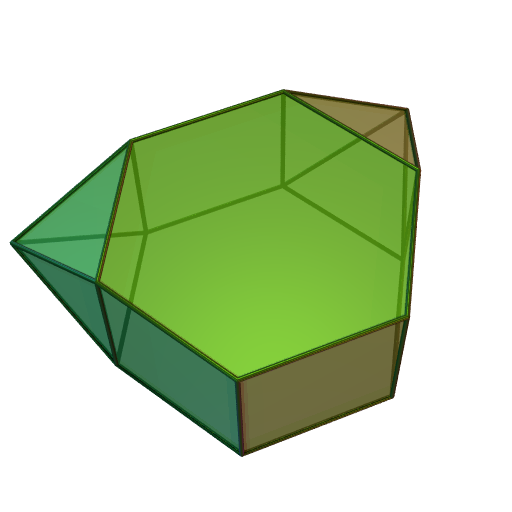
二側錐六角柱
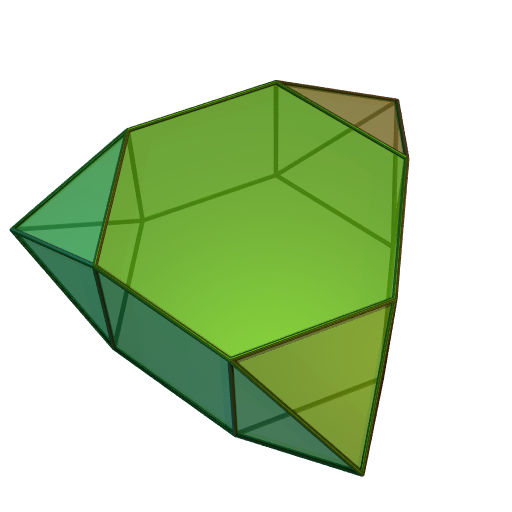
三側錐六角柱